# Massachusetts
Massachusetts, tên chính thức: Thịnh vượng chung Massachusetts, là tiểu bang đông dân nhất của khu vực New England thuộc vùng Đông Bắc Hoa Kỳ. Phía đông Massachusetts giáp với Đại Tây Dương, phía nam giáp với các tiểu bang Connecticut và Rhode Island, phía bác giáp với New Hampshire và Vermont, và phía tây giáp với tiểu bang New York. Thủ phủ của Massachusetts và thành phố lớn nhất của New England là Boston. Hơn 80% dân số của bang Massachusetts sống ở vùng đô thị Boston, khu vực có nhiều ảnh hưởng đến lịch sử và kinh tế Hoa Kỳ. Cảng Hàng không Quốc tế Boston-Logan là cảng hàng không tấp nập nhất của khu vực New England. Từ một vùng đất mậu dịch và nông nghiệp-thủy sản, trong cuộc Cách mạng Công nghiệp, tiểu bang Massachusetts đã trở thành một trung tâm sản xuất. Trong thế kỉ thứ 20, nền kinh tế của Massachusetts chuyển từ sản xuất sang dịch vụ. Hiện nay, Massachusetts là khu vực tiên phong trên thế giới trong các lĩnh vực như công nghệ sinh học, công nghệ thông tin, tài chính, giáo dục bậc cao và giao thương hàng hải.
Toàn bộ vùng Thịnh vượng chung Massachusetts đóng một vai trò quan trọng trong lịch sử thương mại và văn hóa Hoa Kỳ. Plymouth là địa điểm thuộc địa đầu tiên của New England, thành lập năm 1620 bởi những người hành hương, hành khách của tàu Mayflower. Viện Đại học Harvard ở Cambridge là cơ sở giáo dục bậc cao lâu đời nhất của Hoa Kỳ. có tổng số tiền hiến tặng lớn hơn bất kì cơ sở học thuật nào trên thế giới, và có Trường Luật đào tạo ra đa số các Thẩm phán đương đại của Tòa án Tối cao Hoa Kỳ. Năm 1692, thị trấn Salem và các khu vực phụ cận đã trải qua một trong những trường hợp rối loạn phân ly tập thể nổi tiếng nhất của Hoa Kỳ: các phiên tòa phù thủy Salem. Vào thế kỉ thứ 18, Đại Tỉnh thức của tông phái Kháng Cách càn quét thế giới Atlantic khởi đầu từ thuyết giáo của nhà thuyết giáo vùng Northampton Jonathan Edwards. Vào cuối thế kỉ thứ 18, Boston được biết đến như "Cái nôi của Tự do" vì những xung động góp phần dẫn tới Cách mạng Mỹ. Năm 1777, Đại tướng Henry Knox thành lập kho vũ khí Springfield, nơi đã kiến thiết nhiều tiến bộ kĩ thuật quan trọng trong Cách mạng Công nghiệp, bao gồm các bộ phận hoán đổi. Năm 1786, cuộc nổi dậy của Shay, cuộc nổi dậy theo phái dân kiểm của các cựu chiến binh không bị ảnh hưởng bởi Cách mạng Mỹ, đã gây ảnh hưởng đến Hội nghị Hiến pháp Hoa Kỳ.
Trước Nội chiến Hoa Kỳ, Massachusetts là trung tâm của các phong trào chủ nghĩa bãi nô, phong trào vận động hạn chế rựơu mạnh, và phong trào thuyết tiên nghiệm.Vào thế kỉ thứ 19, các môn thể thao bóng rổ và bóng chuyền đã được phát minh lần lượt tại các thành phố phía tây Massachusetts Springfield và Holyoke. Năm 2004, bang Massachusetts đã trở thành tiểu bang Hoa Kỳ đầu tiên công nhận sự hợp pháp của hôn nhân đồng giới do kết quả của phiên tòa Tòa án Tối cao của bang. Nhiều gia tộc chính trị nổi bật của Hoa Kỳ như gia tộc Adams hay gia tộc Kennedy đều khởi nguồn từ tiểu bang Massachusetts, các đời tổng thống Hoa Kỳ là John Adams (tổng thống thứ 2, 1735–1826), John Quincy Adams (tổng thống thứ 6, 1767–1848), John F. Kennedy (tổng thống thứ 35, 1917–1963) và George H. W. Bush (tổng thống thứ 41, 1924–2018) đều sinh ra tại đây.

## Liên kết ngoài

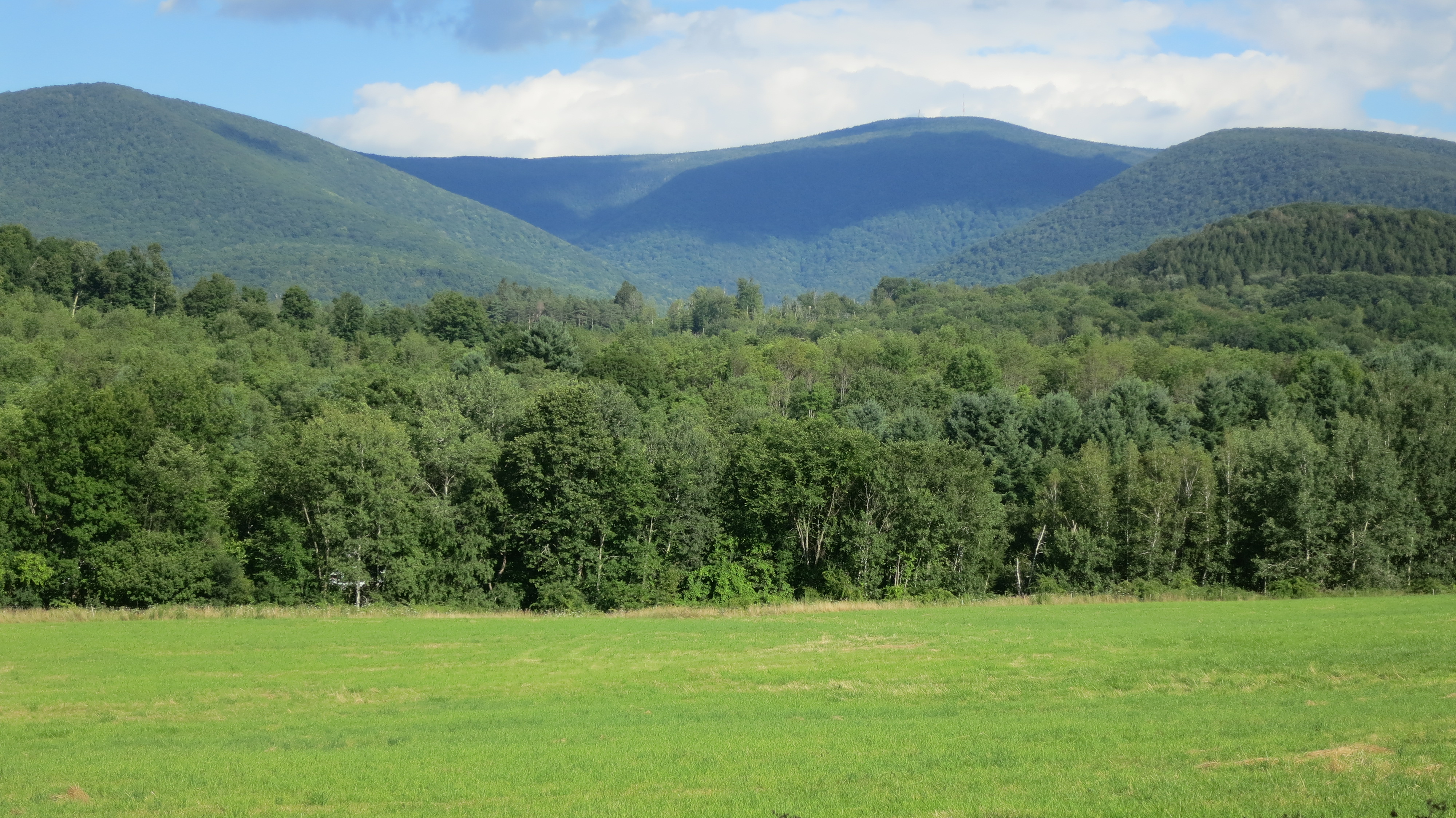
Núi Greylock